# آمپارو سولر لئال
آمپارو سولر لئال (اسپانیایی: Amparo Soler Leal‎؛ ‏ ۲۳ اوت ۱۹۳۳ – ۲۵ اکتبر ۲۰۱۳) بازیگر اهل اسپانیا بود که همکاری نزدیکی با لوئیس گارسیا برلانگا داشت.
از فیلم‌ها یا برنامه‌های تلویزیونی که وی در آن نقش داشته‌است، می‌توان به همگی به‌سوی زندان، گاوبازی، جذابیت پنهان بورژوازی، مگر من چه کرده‌ام؟، دخترم ایلدگارت و عشق کاپیتان براندو اشاره کرد.